# Liste der Wappen im Landkreis Rostock
Diese Liste beinhaltet alle in der Wikipedia gelisteten Wappen im Landkreis Rostock in Mecklenburg-Vorpommern (Deutschland). Aufgeführt sind die Wappen des Landkreises, seiner Vorgängerkreise, Städte und Gemeinden.

## Landkreis Rostock und Vorgängerkreise
| Landkreis             | Wappen                             | Kommentare |
| --------------------- | ---------------------------------- | --- |
| Rostock               | Wappen des Landkreises Rostock     | Genehmigt durch den Innenminister von Mecklenburg-Vorpommern am 15. November 2011 und unter der Nr. 340 der Wappenrolle des Landes Mecklenburg-Vorpommern eingetragen: „Von Gold und Blau geteilt, darauf zwei schräg gekreuzte von Rot und Gold geteilte Krummstäbe mit zugewendeter Krümme. Oben ein hersehender, goldgekrönter schwarzer Stierkopf mit geschlossenem Maul, ausgeschlagener roter Zunge und silbernen Hörnern; unten ein abgerissener, rotgezungter, goldener Greifenkopf.“                                                                                         |
| Bad Doberan           | Wappen des Landkreises Bad Doberan | Genehmigt durch den Innenminister von Mecklenburg-Vorpommern am 5. Dezember 1995: „Geteilt durch einen liegenden, mit der Krümme nach vorn und oben gekehrten silbernen Abtstab; oben in Blau ein schreitender goldener Greif mit aufgeworfenem Schweif und ausgeschlagener roter Zunge; unten in Gold ein hersehender schwarzer Stierkopf mit geschlossenem Maul, ausgeschlagener roter Zunge und silbernen Hörnern, auf der Stirn eine goldene Fürstenkrone, von der fünf abwechselnd mit Lilien und Perlen besteckte Zinken sichtbar sind.“ (Wappen genehmigt am 5. Dezember 1995) |
| Güstrow               | Wappen des Landkreises Güstrow     | Genehmigt durch den Innenminister von Mecklenburg-Vorpommern am 16. August 1996: „In geteiltem Schild oben in Gold ein hersehender schwarzer Stierkopf mit geschlossenem Maul, ausgeschlagener roter Zunge und silbernen Hörnern, auf der Stirn eine goldene Fürstenkrone, von der fünf abwechselnd mit Blattornamenten und Perlen besteckte Zinken sichtbar sind, beseitet von je einem roten Stern; unten in von Rot und Gold geteiltem Feld zwei schräggekreuzte Bischofsstäbe in verwechselten Farben.“                                                                           |
| Bad Doberan 1991–1994 |                                    | Genehmigt ????: „Geteilt durch einen querrechten, mit der Krümme nach oben gewendeten, perlenbesetzten silbernen Abtsstab; oben in Blau zwischen einer silbernen Wolkenlinie und einer silbernen Wellenlinie eine fliegende silberne Möwe; unten in Gold auf grünem Boden eine grüne Eiche.“ |
| Rostock 1991–1994     |                                    | Genehmigt ????: „Schräglinks geteilt durch eine silberne Wellenleiste; oben in Blau ein vorderhalber schreitender, rot gezungter goldener Greif; unten in Grün drei goldene Ähren schräg links nebeneinander.“ |

## Ämter
Folgende Ämter führen kein eigenes Wappen und keine eigene Flagge. Als Dienstsiegel führen sie das kleine Landessiegel mit dem Wappenbild des Landesteils Mecklenburg, einem hersehenden Stierkopf mit abgerissenem Halsfell und Krone:
- Amt Bad Doberan-Land[7]
- Amt Bützow-Land[8]
- Amt Carbäk[9]
- Amt Gnoien[10]
- Amt Güstrow-Land[11]
- Amt Krakow am See[12]
- Amt Laage[13]
- Amt Mecklenburgische Schweiz[14]
- Amt Neubukow-Salzhaff[15]
- Amt Rostocker Heide[16]
- Amt Schwaan[17]
- Amt Tessin[18]
- Amt Warnow-West[19]

## Städte und Gemeinden
| Stadt oder Gemeinde               | Wappen                                      | Kommentare |
| --------------------------------- | ------------------------------------------- | --- |
| Gemeinde Alt Bukow                | Wappen der Gemeinde Alt Bukow               | Genehmigt durch den Innenminister von Mecklenburg-Vorpommern am 15. Mai 2000 und unter Nr. 207 der Wappenrolle des Landes Mecklenburg-Vorpommern eingetragen: „Das Wappen zeigt in Grün eine goldene Buche mit vier Wurzeln und vier beblätterten Ästen, begleitet: oben von einem von Rot und Gold geteilten und mit zwei schräggekreuzten Bischofsstäben in verwechselten Farben belegten gotischen Schild; vorn von einem von Silber und Rot geteilten gotischen Schild, hinten von einem dreifach von Silber und Rot geteilten gotischen Schild.“ |
| Stadt Bad Doberan                 | Wappen der Stadt Bad Doberan                | Genehmigt durch Friedrich Franz II., Großherzog von Mecklenburg [-Schwerin], am 24. Juni 1879 und unter Nr. 24 der Wappenrolle des Landes Mecklenburg-Vorpommern eingetragen: „Durch einen silbernen Krummstab mit nach vorn und aufwärts gerichteter Krümme geteilt; oben in Gold ein springender roter Hirsch mit gestreckten Vorderläufen; unten in Blau ein flugbereiter silberner Schwan mit ausgeschlagener roter Zunge auf silbernen Wellen.“ |
| Gemeinde Bastorf                  | Wappen der Gemeinde Bastorf                 | Genehmigt durch den Innenminister von Mecklenburg-Vorpommern am 20. Juli 2001 und unter der Nr. 248 der Wappenrolle des Landes Mecklenburg-Vorpommern eingetragen: „In Gold auf grünem Hügel ein roter Leuchtturm mit silberner Laterne und silbernen Lichtstrahlen.“ |
| Gemeinde Bentwisch                | Wappen der Gemeinde Bentwisch               | Genehmigt durch den Innenminister von Mecklenburg-Vorpommern am … und unter Nr. … der Wappenrolle des Landes Mecklenburg-Vorpommern eingetragen: Die Gemeinde Bentwisch führt das folgende Wappen: „In Blau unter einem schreitenden, rot gezungten goldenen Greifen einen liegenden goldenen Eichenzweig mit sieben Blättern und sieben Früchten.“ |
| Gemeinde Bernitt                  | Wappen der Gemeinde Bernitt                 | Genehmigt durch den Innenminister von Mecklenburg-Vorpommern am 18. Mai 1999 und unter Nr. 188 der Wappenrolle des Landes Mecklenburg-Vorpommern eingetragen: „In Rot schräggekreuzt eine silberne Hacke und ein silberner Krummstab, begleitet: oben und auf beiden Seiten von einem goldenen Apfel, unten von einer goldenen Pflugschar.“ |
| Gemeinde Blankenhagen             | Wappen der Gemeinde Blankenhagen            | Genehmigt durch den Innenminister von Mecklenburg-Vorpommern am 8. September 2008 und unter Nr. … der Wappenrolle des Landes Mecklenburg-Vorpommern eingetragen: „In Grün zwei schräg gekreuzte goldene Rodehacken über sechs goldenen Rapsblüten.“ |
| Gemeinde Börgerende-Rethwisch     | Wappen der Gemeinde Börgerende-Rethwisch    | Genehmigt durch den Innenminister von Mecklenburg-Vorpommern am 9. August 2000 und unter der Nr. 223 der Wappenrolle des Landes Mecklenburg-Vorpommern eingetragen: „Geteilt durch einen Wellenschnitt, oben in Silber zwei schräg gekreuzte rote Giebelbretter mit abgewendeten Pferdeköpfen, unten in Blau ein silberner Fisch.“ |
| Gemeinde Broderstorf              | Wappen der Gemeinde Broderstorf             | Genehmigt durch den Innenminister von Mecklenburg-Vorpommern am 3. April 2001 und unter der Nr. 241 der Wappenrolle des Landes Mecklenburg-Vorpommern eingetragen: „In Blau über zwei erniedrigten silbernen Wellenfäden ein abgerissener, rot gezungter goldener Greifenkopf.“ |
| Stadt Bützow                      | Wappen der Stadt Bützow                     | Das Wappen geht zurück auf das älteste bekannte Stadtsiegel aus dem 14. Jahrhundert und ist unter der Nr. 70 der Wappenrolle des Landes Mecklenburg-Vorpommern eingetragen: „In Rot zwei schräggekreuzte goldene Krummstäbe mit zugewendeten Krümmen, belegt mit einer goldenen Bischofsmütze.“ |
| Gemeinde Dahmen                   | Wappen der Gemeinde Dahmen                  | Genehmigt durch den Innenminister von Mecklenburg-Vorpommern am 14. Mai 2001 und unter der Nr. 243 der Wappenrolle des Landes Mecklenburg-Vorpommern eingetragen: „Gespalten; vorn in Blau zwei goldene Hasenköpfe übereinander; hinten in Gold ein pfahlweise gestellter blauer Fisch.“ |
| Gemeinde Elmenhorst/ Lichtenhagen | Wappen der Gemeinde Elmenhorst/Lichtenhagen | Genehmigt durch den Innenminister von Mecklenburg-Vorpommern am 17. September 1993 und unter Nr. 59 der Wappenrolle des Landes Mecklenburg-Vorpommern eingetragen: „Das Wappen zeigt in gespaltenem Schilde vorn in Gold und hinten in Blau je eine Front einer Galerieholländerwindmühle in verwechselten Farben.“ |
| Gemeinde Gelbensande              | Wappen der Gemeinde Gelbensande             | Genehmigt durch den Innenminister von Mecklenburg-Vorpommern am 24. September 1996 und unter Nr. 113 der Wappenrolle des Landes Mecklenburg-Vorpommern eingetragen: „Gespalten; vorn in Gold am Spalt ein halber hersehender schwarzer Stierkopf mit aufgerissenem Maul, silbernen Zähnen, ausgeschlagener roter Zunge, silbernen Hörnern und abgerissenem Halsfell, dessen Randung bogenförmig ausgeschnitten ist, auf der Stirn eine goldene Fürstenkrone, die abwechselnd mit Blattornamenten und Perlen besteckte Zinken zeigt; hinten in Grün eine aufrechte, linksgewendete goldene Hirschstange.“ |
| Stadt Gnoien                      | Wappen der Stadt Gnoien                     | Genehmigt durch den Innenminister von Mecklenburg-Vorpommern am 22. Mai 1997 und unter Nr. 118 der Wappenrolle des Landes Mecklenburg-Vorpommern eingetragen: „Das Wappen ist gespalten; rechts in Blau eine halbe silberne Lilie, aus der ein silbernes Kleeblatt hervor wächst, am Spalt; links in Gold ein halber hersehender schwarzer Stierkopf mit silbernen Hörnern, goldener Krone und geschlossenem Maul, am Spalt.“ |
| Gemeinde Graal-Müritz             | Wappen der Gemeinde Graal-Müritz            | Genehmigt am 10. Juli 1955 und unter der Nr. 30 der Wappenrolle des Landes Mecklenburg-Vorpommern eingetragen: „Das Wappen zeigt im gespaltenen Schilde vorn in Blau einen senkrecht stehenden, nach außen gekehrten, silbernen Fisch, hinten in Gold ein grünes aufrecht stehendes Eichenblatt.“ |
| Gemeinde Groß Wokern              | Wappen der Gemeinde Groß Wokern             | Genehmigt durch den Innenminister von Mecklenburg-Vorpommern am 11. Februar 2002: „Geteilt; oben in Grün ein schwebendes silbernes Balkenkreuz, bewinkelt von vier goldenen Ringen; unten in Gold ein schwarzer Lindenzweig mit sechs grünen Blättern.“ |
| Gemeinde Gülzow-Prüzen            | Wappen der Gemeinde Gülzow-Prüzen           | Genehmigt durch den Innenminister von Mecklenburg-Vorpommern am … und unter Nr. … der Wappenrolle des Landes Mecklenburg-Vorpommern eingetragen: „In Rot ein goldenes Nesselblatt, belegt mit 11 (3:3:3:2) roten Kugeln.“ |
| Kreisstadt Güstrow                | Wappen der Gemeinde                         | Genehmigt durch den Innenminister von Mecklenburg-Vorpommern am 8. Juni 1999 und unter der Nr. 72 der Wappenrolle des Landes Mecklenburg-Vorpommern eingetragen: „In Gold ein stehender, nach links gewendeter, hersehender schwarzer Stier mit zwischen die Hinterfüße genommenem Schweif vor einem nach rechts gelehnten grünen Baum, oben mit vier fünfzackigen Blättern, unten mit einem fünfzackigen und einem dreizackigen Blatt.“ |
| Gemeinde Gutow                    | Wappen der Gemeinde Gutow                   | Genehmigt durch den Innenminister von Mecklenburg-Vorpommern am 4. Juni 1999 und unter Nr. 190 der Wappenrolle des Landes Mecklenburg-Vorpommern eingetragen: „In Blau über silbernem Wellenschildfuß ein vierspeichiges silbernes Rad, beheftet mit vier schragenweise angeordneten goldenen Ähren.“ |
| Gemeinde Hohenfelde               | Wappen der Gemeinde Hohenfelde              | Genehmigt durch den Innenminister von Mecklenburg-Vorpommern am … und unter Nr. … der Wappenrolle des Landes Mecklenburg-Vorpommern eingetragen: „In Gold über grünem Hügel ein grünes Kastanienblatt.“ |
| Gemeinde Hohen Sprenz             | Wappen der Gemeinde Hohen Sprenz            | Genehmigt durch den Innenminister von Mecklenburg-Vorpommern am 19. Juni 2009: „In Silber eine eingebogene blaue Spitze, belegt mit drei (2:1) nach rechts gewendeten silbernen Fischen; vorn zwei schräg gekreuzte schwarze Dreschflegel; hinten eine rote Kirche mit zwei Rundbogenfenstern und einem Hallenanbau mit einem rechteckigen Fenster.“ |
| Gemeinde Jürgenshagen             | Wappen der Gemeinde Jürgenshagen            | Genehmigt durch den Innenminister von Mecklenburg-Vorpommern am 8. Juni 2009 und unter Nr. … der Wappenrolle des Landes Mecklenburg-Vorpommern eingetragen: „Das Wappen zeigt in Grün über drei silbernen Wellenfäden einen schräg auffliegenden natürlich tingierten Storch.“ |
| Stadt Krakow am See               | Wappen der Stadt Krakow am See              | Bestätigt durch den Innenminister von Mecklenburg-Vorpommern am 8. Mai 1998 und unter der Nr. 157 der Wappenrolle des Landes Mecklenburg-Vorpommern eingetragen: „Das Wappen zeigt in Gold einen hersehenden, goldgekrönten schwarzen Stierkopf mit geschlossenem Maul, ausgeschlagener roter Zunge und silbernen Hörnern.“ Seit 1516 führt Krakow am See sein Stadtwappen. Es wurde festgelegt durch Friedrich Franz II., Großherzog von Mecklenburg-Schwerin, am 10. April 1858 und 1997 neu gezeichnet. |
| Gemeinde Kritzmow                 | Wappen der Gemeinde Kritzmow                | Genehmigt durch den Innenminister von Mecklenburg-Vorpommern am … und unter Nr. … der Wappenrolle des Landes Mecklenburg-Vorpommern eingetragen: „Das Wappen zeigt schräglinks geteilt; oben in Blau ein abgerissener, rot gezungter goldener Greifenkopf; unten in Gold ein schräglinks liegender, gestürzter roter Abtstab mit abgebrochenem Schaft.“ |
| Stadt Kröpelin                    | Wappen der Stadt Kröpelin                   | Genehmigt in der heutigen Fassung durch den Innenminister von Mecklenburg-Vorpommern am 8. Juni 1999 und unter der Nr. 66 der Wappenrolle des Landes Mecklenburg-Vorpommern eingetragen: „Das Wappen der Stadt Kröpelin zeigt in Blau einen nach links kriechenden Krüppel im silbernen Gewand, natürlicher Fleischfarbe, mit goldenem Hut, silbernem Haar und goldenen Klötzen an den Unterschenkeln und in den Händen, über dem Krüppel ein nach links gelehnter goldener Schild mit einem hersehenden schwarzen Stierkopf mit silbernen Hörner und einer goldenen Fürstenkrone, von der fünf Zinken sichtbar sind.“ |
| Gemeinde Kuchelmiß                | Wappen der Gemeinde Kuchelmiß               | Genehmigt durch den Innenminister von Mecklenburg-Vorpommern am 18. Februar 1999 und unter der Nr. 182 der Wappenrolle des Landes Mecklenburg-Vorpommern eingetragen: „Das Wappen zeigt in Rot unter einem sechsblättrigen silbernen Buchenzweig ein aus zwei Tragsteinen und einem Deckstein bestehendes silbernes Steingrab.“ |
| Stadt Kühlungsborn                | Wappen der Stadt Kühlungsborn               | Genehmigt durch den Reichsstatthalter von Mecklenburg am 2. September 1940 und unter der Nr. 20 der Wappenrolle des Landes Mecklenburg-Vorpommern eingetragen: „Das Wappen zeigt drei nach rechts fliegende silberne Möwen mit aufgerichteten, schwarz auslaufenden Schwingen in blauem Feld.“ |
| Stadt Laage                       | Wappen der Stadt Laage                      | Festgelegt in seiner ursprünglichen Fassung durch Friedrich Franz II., Großherzog von Mecklenburg[-Schwerin], am 10. April 1858, und unter der Nr. 5 der Wappenrolle des Landes Mecklenburg-Vorpommern eingetragen: „Das Stadtwappen zeigt in Gold einen hersehenden schwarzen Stierkopf mit geschlossenem Maul und ausgeschlagener roter Zunge, zwischen dessen silbernen Hörnern eine rote Lilie aufwächst.“ Das Wappen wurde 1998 neu gezeichnet. |
| Gemeinde Lalendorf                | Wappen der Gemeinde Lalendorf               | Genehmigt durch den Innenminister von Mecklenburg-Vorpommern am 19. März 1998 und unter Nr. 151 der Wappenrolle des Landes Mecklenburg-Vorpommern eingetragen: „Das Wappen zeigt in Rot einen silbernen Leistenschragen, bewinkelt von vier zweiblättrigen goldenen Eichenzweigen mit einer Eichel.“ |
| Gemeinde Lambrechtshagen          | Wappen der Gemeinde Lambrechtshagen         | Genehmigt durch den Innenminister von Mecklenburg-Vorpommern am 2. November 2001 und unter Nr. 253 der Wappenrolle des Landes Mecklenburg-Vorpommern eingetragen: „Das Wappen zeigt in Blau einen goldenen Wellenschrägfaden begleitet beiderseits von je einer ausgerissenen goldenen Kopfweide.“ |
| Gemeinde Mönchhagen               | Wappen der Gemeinde Mönchhagen              | Genehmigt durch den Innenminister von Mecklenburg-Vorpommern am … und unter Nr. … der Wappenrolle des Landes Mecklenburg-Vorpommern eingetragen: „In Blau ein schreitender goldener Mönch, beseitet von je einem goldenen Eibenzweig mit drei goldenen Früchten.“ |
| Gemeinde Mühl Rosin               | Wappen der Gemeinde Mühl Rosin              | Genehmigt durch den Innenminister von Mecklenburg-Vorpommern am 6. April 1994 und unter Nr. 19 der Wappenrolle des Landes Mecklenburg-Vorpommern eingetragen: „Halbgespalten und geteilt von Gold, Rot und Blau; rechts oben eine rote Kirche mit drei balkenweise angeordneten Spitzbogenfenstern im unteren Teil, einem schwarzen Krückenkreuz am Dachgiebel und einem schwarzen Spitzbogenfenster über dem Kreuz; links oben ein goldenes Mühlrad; unten drei silberne Wellenbalken.“ |
| Stadt Neubukow                    | Wappen der Stadt Neubukow                   | Genehmigt durch den Innenminister von Mecklenburg-Vorpommern am 27. September 1999 und unter Nr. 80 der Wappenrolle des Landes Mecklenburg-Vorpommern eingetragen: „Das Wappen zeigt in Silber eine ausgerissene grüne Buche mit Wurzeln und Blättern, in deren Zweigen ein goldener Schild steht, auf dem Schild ein hersehender schwarzer Stierkopf mit silbernen Hörnern, göffnentem Maul, ausgeschlagener roter Zunge und abgerissenem Halsfell, das bogenförmig ausgeschnitten ist und sieben Spitzen zeigt sowie einer goldenen Krone, die fünf abwechselnd mit Blattornamenten und Perlen besteckten Zinken zeigt.“ (Das Wappen wurde in seiner ursprünglichen Fassung genehmigt durch Friedrich Franz II., Großherzog von Mecklenburg [-Schwerin], am 10. April 1858.) |
| Gemeinde Nienhagen                | Wappen der Gemeinde Nienhagen               | Angenommen durch die Gemeindevertretung Nienhagen am 11. November 1971 und unter der Nr. 100 der Wappenrolle des Landes Mecklenburg-Vorpommern eingetragen: „Das Wappen zeigt in Blau über zwei erniedrigten silbernen Wellenleisten eine fliegende silberne Möwe.“ |
| Gemeinde Pölchow                  | Wappen der Gemeinde Pölchow                 | Genehmigt durch den Innenminister von Mecklenburg-Vorpommern am … und unter Nr. … der Wappenrolle des Landes Mecklenburg-Vorpommern eingetragen: „Das Wappen zeigt in Blau einen rechten goldenen Flankenpfahl, begleitet von einem rot gezungten goldenen Greifenkopf über drei (2:1) goldenen Ziegelsteinen.“ |
| Stadt Rerik                       | Wappen der Stadt Rerik                      | Genehmigt durch den Reichsstatthalter in Mecklenburg am 1. April 1938 und unter der Nr. 217 der Wappenrolle des Landes Mecklenburg-Vorpommern eingetragen: „Das Wappen zeigt in Rot eine dreimastige goldene Kogge mit je einem Kastell auf dem Vorder- und Achterdeck, die Masten mit geblähten Segeln, Mastkörben und Krönchen auf den Spitzen, der Hauptmast mit langem Wimpel.“ |
| Gemeinde Retschow                 | Wappen der Gemeinde Retschow                | Genehmigt durch den Innenminister von Mecklenburg-Vorpommern am 26. Oktober 2000 und unter der Nr. 231 der Wappenrolle des Landes Mecklenburg-Vorpommern eingetragen: „Unter fünffach gezinntem roten Schildhaupt in Grün eine gestürzte, eingeschweifte goldene Spitze, belegt mit einem schreitenden schwarzen Hahn; vorn und hinten je eine schräg nach außen liegende goldene Ähre.“ |
| Gemeinde Roggentin                | Wappen der Gemeinde Roggentin               | Genehmigt durch den Innenminister von Mecklenburg-Vorpommern am 11. Oktober 2002 und unter Nr. 267 der Wappenrolle des Landes Mecklenburg-Vorpommern eingetragen: „In Rot über einer silbernen Wellenleiste eine goldene Lilie.“ |
| Gemeinde Rövershagen              | Wappen der Gemeinde Rövershagen             | Genehmigt durch den Innenminister von Mecklenburg-Vorpommern am 6. Januar 1998 und unter Nr. 147 der Wappenrolle des Landes Mecklenburg-Vorpommern eingetragen: „Geteilt von Blau und Gold; oben ein schreitender, rot gezungter goldener Greif; unten ein grüner Eibenzweig mit fünf roten Früchten, beiderseits begleitet von einer nach innen gewendeten grünen Rodehacke.“ |
| Gemeinde Rühn                     | Wappen der Gemeinde Rühn                    | Genehmigt durch den Innenminister von Mecklenburg-Vorpommern am 5. April 2007 und unter der Nr. 309 der Wappenrolle des Landes Mecklenburg-Vorpommern eingetragen: „In Gold eine schräglinke blaue Wellenleiste, begleitet: oben von einer schwarzen gotischen Dreifenstergruppe, unten von einem schwarzen sechsspeichigen, zwölfschaufligen Mühlrad, aus dem schräglinks ein schwarzes Hopfenblatt mit Ranke und mit silberner Dolde herauswächst.“ |
| Gemeinde Sanitz                   | Wappen der Gemeinde Sanitz                  | Genehmigt durch den Innenminister von Mecklenburg-Vorpommern am … und unter Nr. … der Wappenrolle des Landes Mecklenburg-Vorpommern eingetragen: „In Grün ein liegender, mit der Krümme nach vorn und aufwärts gerichteter goldener Abtstab, begleitet: oben von drei (2:1) silbernen Apfelblüten mit goldenen Staubgefäßen, unten von einem sitzenden goldenen Hasen.“ |
| Gemeinde Satow                    | Wappen der Gemeinde Satow                   | Genehmigt durch den Innenminister von Mecklenburg-Vorpommern am 26. Juni 1998 und unter Nr. 165 der Wappenrolle des Landes Mecklenburg-Vorpommern eingetragen: „unter einem goldenen Schildhaupt, worin balkenweise sieben grüne Eicheln, von Rot und Silber gespalten; vorn ein ausgerissener silberner Apfelbaum mit drei Früchten; hinten ein schreitender Mönch“ |
| Stadt Schwaan                     | Wappen der Stadt Schwaan                    | Genehmigt durch den Reichsstatthalter in Mecklenburg am 14. September 1940 und unter Nr. 218 der Wappenrolle des Landes Mecklenburg-Vorpommern eingetragen: „In Blau ein rechts gekehrter silberner Schwan mit goldenem Schnabel und goldenen Füßen und mit goldener Krone um den Hals.“ (Das Wappen wurde in seiner ursprünglichen Fassung festgelegt durch Friedrich Franz II., Großherzog von Mecklenburg [-Schwerin], am 10. April 1858.) |
| Gemeinde Stäbelow                 | Wappen der Gemeinde Stäbelow                | Genehmigt durch den Innenminister von Mecklenburg-Vorpommern im Jahre 2003 und unter Nr. … der Wappenrolle des Landes Mecklenburg-Vorpommern eingetragen: „Das Wappen zeigt in Blau drei zusammengewachsene, fächerförmig gestellte goldene Ähren.“ |
| Stadt Tessin                      | Wappen der Stadt Tessin                     | Festgelegt durch Friedrich Franz II., Großherzog von Mecklenburg-Schwerin, am 10. April 1858, bestätigt durch den Innenminister von Mecklenburg-Vorpommern im Jahre 1996 und unter Nr. 103 der Wappenrolle des Landes Mecklenburg-Vorpommern eingetragen: „Gespalten durch einen blauen Pfahl; rechts in Gold ein halber hersehender schwarzer Stierkopf mit silbernen Hörnern, goldener Krone und geschlossenem Maul am Spalt, überhöht von einem blauen sechsstrahligen Stern, links in Rot eine halbe silberne Lilie am Spalt.“ |
| Stadt Teterow                     | Wappen der Stadt Teterow                    | Genehmigt durch den Innenminister von Mecklenburg-Vorpommern 1997 und unter der Nr. 57 der Wappenrolle des Landes Mecklenburg-Vorpommern eingetragen: „In Gold ein blauer Topfhelm mit zwei gekreuzten Stäben, an deren Enden je sieben grüne Pfauenfedern eine Rosette mit goldenen Butzen bilden; überhöht von einem sechseckigen gekanteten blauen Stern; beseitet von je einem roten Tatzenkreuz.“ (Das Wappen geht zurück auf ein Stadtsiegel aus dem Jahre 1353 und wurde in seiner ursprünglichen Fassung festgelegt durch Friedrich Franz II., Großherzog von Mecklenburg [-Schwerin], am 10. April 1858.) |
| Gemeinde Thulendorf               | Wappen der Gemeinde Thulendorf              | Genehmigt durch den Innenminister von Mecklenburg-Vorpommern am 20. März 2002 und unter der Nr. 259 der Wappenrolle des Landes Mecklenburg-Vorpommern eingetragen: „Unter silbernem Schildhaupt, darin drei rote Rosen balkenweise, in Rot eine silberne Holländerwindmühle.“ |
| Gemeinde Warnow                   | Wappen der Gemeinde Warnow                  | Genehmigt durch den Innenminister von Mecklenburg-Vorpommern am 3. März 2010 und unter der Nr. 330 der Wappenrolle des Landes Mecklenburg-Vorpommern eingetragen: „Das Wappen zeigt in Gold einen blauen Wellenschrägbalken, begleitet: oben von einem schwarzen Raben, unten von einem schwarzen Eichenzweig mit neun Eicheln nach der Figur.“ |
| Gemeinde Wiendorf                 | Wappen der Gemeinde Wiendorf                | Genehmigt durch den Innenminister von Mecklenburg-Vorpommern am … und unter Nr. … der Wappenrolle des Landes Mecklenburg-Vorpommern eingetragen: „In Blau über einem goldenen Schildfuß, darin fünf (3:2) rote Ziegelsteine, zwei schräg gekreuzte goldene Garben aus je sechs Ähren.“ |
| Gemeinde Wittenbeck               | Wappen der Gemeinde Wittenbeck              | Genehmigt durch den Innenminister von Mecklenburg-Vorpommern am 3. April 1997 und unter Nr. 124 der Wappenrolle des Landes Mecklenburg-Vorpommern eingetragen: „Das Wappen zeigt geteilt durch einen silbernen Wellenschrägbalken; oben in Blau drei silberne Muscheln; unten in Grün ein schrägrechter silberner Sanddornzweig mit goldenen Früchten.“ |
| Gemeinde Ziesendorf               | Wappen der Gemeinde Ziesendorf              | Genehmigt ????. Aufgenommen in die Hauptsatzung mit Beschluss der Gemeindevertretung Ziesendorf vom 27. Januar 2016: „In Blau auf einem in zwei Reihen von Rot und Silber geschachten Wellenschildfuß ein riemenloses silbernes Wikingerboot mit Segel.“ |

Folgende Gemeinden führen kein eigenes Wappen und keine eigene Flagge. Als Dienstsiegel führen sie das kleine Landessiegel mit dem Wappenbild des Landesteils Mecklenburg, einem hersehenden Stierkopf mit abgerissenem Halsfell und Krone:
- Admannshagen-Bargeshagen[71]
- Altkalen[72]
- Alt Sührkow[73]
- Am Salzhaff[74]
- Bartenshagen-Parkentin[75]
- Baumgarten[76]
- Behren-Lübchin[77]
- Benitz[78]
- Biendorf[79]
- Bröbberow[80]
- Cammin[81]
- Carinerland[82]
- Dalkendorf[83]
- Dobbin-Linstow[84]
- Dolgen am See
- Dreetz[85]
- Dummerstorf[86]
- Finkenthal[87]
- Glasewitz[88]
- Gnewitz[89]
- Grammow[90]
- Groß Roge[91]
- Groß Schwiesow[92]
- Groß Wüstenfelde[93]
- Hohen Demzin[94]
- Hoppenrade[95]
- Jördenstorf[96]
- Kassow[97]
- Klein Belitz[98]
- Klein Upahl[99]
- Kuhs[100]
- Lelkendorf[101]
- Lohmen[102]
- Lüssow[103]
- Mistorf[104]
- Nustrow[105]
- Papendorf[106]
- Penzin[107]
- Plaaz[108]
- Poppendorf[109]
- Prebberede[110]
- Reddelich[111]
- Reimershagen[112]
- Rukieten[113]
- Sarmstorf[114]
- Schorssow[115]
- Schwasdorf[116]
- Selpin[117]
- Steffenshagen[118]
- Steinhagen[119]
- Stubbendorf[120]
- Sukow-Levitzow[121]
- Tarnow[122]
- Thelkow[123]
- Thürkow[124]
- Vorbeck[125]
- Walkendorf[126]
- Wardow[127]
- Warnkenhagen[128]
- Zarnewanz[129]
- Zehna[130]
- Zepelin[131]

### Ehemalige Städte und Gemeinden
| Stadt oder Gemeinde                | Wappen                                        | Kommentare |
| ---------------------------------- | --------------------------------------------- | --- |
| Bellin, Stadt Krakow am See        | Wappen der ehemaligen Gemeinde Bellin         | Genehmigt durch den Innenminister von Mecklenburg-Vorpommern am … und unter der Nr. … der Wappenrolle des Landes Mecklenburg-Vorpommern eingetragen: „In Rot ein hersehender silberner Widderkopf, begleitet oben und beiderseits von einem schräglinks liegenden silbernen Eichenblatt.“ Zum 1. Januar 2005 wurde die bisherige Gemeinde Bellin in die Stadt Krakow am See eingemeindet.                                                                                  |
| Diekhof, Stadt Laage               | Wappen der ehemaligen Gemeinde Diekhof        | Genehmigt durch den Innenminister von Mecklenburg-Vorpommern am 11. Juni 1998 und unter der Nr. 164 der Wappenrolle des Landes Mecklenburg-Vorpommern eingetragen: „In Rot ein schräg liegendes, gestürztes silbernes Schwert, begleitet beiderseits von zwei goldenen Kleeblättern.“ Zum 26. Mai 2019 wurde die bisherige Gemeinde Diekhof in die Stadt Laage eingemeindet.                                                                                               |
| Gülzow, Gemeinde Gülzow-Prüzen     | Wappen der ehemaligen Gemeinde Gülzow         | Genehmigt durch den Innenminister von Mecklenburg-Vorpommern 1996 und unter der Nr. … der Wappenrolle des Landes Mecklenburg-Vorpommern eingetragen: „Geteilt; oben in rot-golden geteiltem Feld zwei schräg gekreuzte Bischofsstäbe in verwechselten Farben, unten in Rot fünf goldene Ähren balkenweise.“ Zum 13. Juni 2004 schlossen sich die bisherigen Gemeinden Gülzow und Prüzen zur neugebildeten Gemeinde Gülzow-Prüzen zusammen.                                 |
| Langhagen, Gemeinde Lalendorf      | Wappen der ehemaligen Gemeinde Langhagen      | Genehmigt durch den Innenminister von Mecklenburg-Vorpommern am … und unter der Nr. … der Wappenrolle des Landes Mecklenburg-Vorpommern eingetragen: „In Rot unter zwei schräggekreuzten goldenen Rodehacken eine goldene Lilie.“ Zum 25. Mai 2014 wurde die bisherige Gemeinde Langhagen in die Nachbargemeinde Lalendorf eingemeindet. |
| Mamerow, Gemeinde Lalendorf        | Wappen der ehemaligen Gemeinde Mamerow        | Genehmigt durch den Innenminister von Mecklenburg-Vorpommern am … und unter der Nr. … der Wappenrolle des Landes Mecklenburg-Vorpommern eingetragen: „Unter goldenem Schildhaupt, darin ein laufendes rotes Pferd, in Blau eine aus dem Unterrand emporkommende goldene Holländerwindmühle.“ Zum 1. Juli 2001 wurden die bisherigen Gemeinden Mamerow und Vietgest in die Gemeinde Lalendorf eingemeindet.                                                                 |
| Vietgest, Gemeinde Lalendorf       | Wappen der ehemaligen Gemeinde Vietgest       | Genehmigt durch den Innenminister von Mecklenburg-Vorpommern am … und unter der Nr. … der Wappenrolle des Landes Mecklenburg-Vorpommern eingetragen: „In Blau auf der Herzstelle ein vierspeichiges, sechsschaufeliges goldenes Mühlrad, darüber zwei schräg gekreuzte silberne Rodehaken, darunter ein aus dem Unterrand wachsender silberner Hirschrumpf.“ Zum 1. Juli 2001 wurden die bisherigen Gemeinden Mamerow und Vietgest in die Gemeinde Lalendorf eingemeindet. |
| Wattmannshagen, Gemeinde Lalendorf | Wappen der ehemaligen Gemeinde Wattmannshagen | Genehmigt durch den Innenminister von Mecklenburg-Vorpommern am … und unter der Nr. … der Wappenrolle des Landes Mecklenburg-Vorpommern eingetragen: „In Rot über einem dreimal silbern gewellten blauen Wellenschildfuß sechs (3:3) goldene Eichenblätter“ Zum 1. Januar 2004 wurde die bisherige Gemeinde Wattmannshagens in die Gemeinde Lalendorf eingemeindet. |